# How beautiful you are
《how beautiful you are》是日本歌手濱崎步的一張數位單曲，2012年2月8日正式開始全曲線上下載，是電視劇《倒數第二次戀愛》的主題曲。

## 說明
本作無發行實體唱片，距前作數位單曲《Happening Here》發行約一年四個月，而與上張實體單曲《L》發行則相距約一個月半。本作是唯一收錄在專輯《Party Queen》的單曲。
日本知名GV男優真崎航與男友天天（Sky）以情侶身份出演了本作的音樂錄影帶，並在片中表演激情熱吻，引起媒體爭相報導。

## 收錄歌曲
| 曲序 | 曲目                                   | 时长 |
| ---- | -------------------------------------- | ---- |
| 1.   | how beautiful you are                  | 5:00 |
| 2.   | how beautiful you are (-Instrumental-) | 5:00 |

## 軼事
真崎航其後于2013年5月18日因急性盲腸炎與腹膜炎引起的弥散性血管内凝血并發症離世，終年29歲。而天天（Sky）也在2017年2月21日于韓國首爾因交通事故離世。